# Розміщення свердловин
Розміщення свердловин (рос. размещение скважин; англ. spacing (arrangement) of wells, pattern of wells; нім. Sondenverteilung f, Sondenanordnung f) — спосіб розставлення свердловин на нафтовому або газовому покладі і вибір відстані між ними.

## Окремі різновиди
Розміщення свердловин дев'ятиточкове — один з видів розміщення свердловин під час площового нагнітання витіснювального аґента в нафтовий поклад, коли нагнітальні свердловини розташовуються у вершинах і в середині сторін квадратів, а видобувні — в центрі квадратів.
Розміщення свердловин раціональне — розміщення свердловин, за якого мінімальною їх кількістю забезпечується вирішення поставлених задач з ефективної розробки експлуатаційного об'єкта (родовища нафти чи газу).
Розміщення свердловин рядами — розміщення свердловин основного фонду в замкнених (кільцевих) або лінійних рядах, яке застосовується при сприятливій геолого-фізичній характеристиці нафтових покладів у комбінації з законтурним заводненням і «розрізанням» покладів на площі або блоки, а також на режимах витіснення нафти водою.
Розміщення свердловин семиточкове — один з видів розміщення свердловин за площового нагнітання витіснювального аґента в нафтовий поклад, коли нагнітальні свердловини розташовуються в кутах правильних трикутників, а видобувні — в їх центрах.